# Michauxia
Michauxia – rodzaj roślin z rodziny dzwonkowatych. Obejmuje 7 gatunków. Występują one w Azji Mniejszej, na Kaukazie, na Bliskim Wschodzie po Iran. Rosną w miejscach skalistych i na glebach przepuszczalnych. Bywają uprawiane jako rośliny ozdobne
Nazwa rodzaju upamiętnia francuskiego botanika Andre Michaux (1746–1803).

## Morfologia

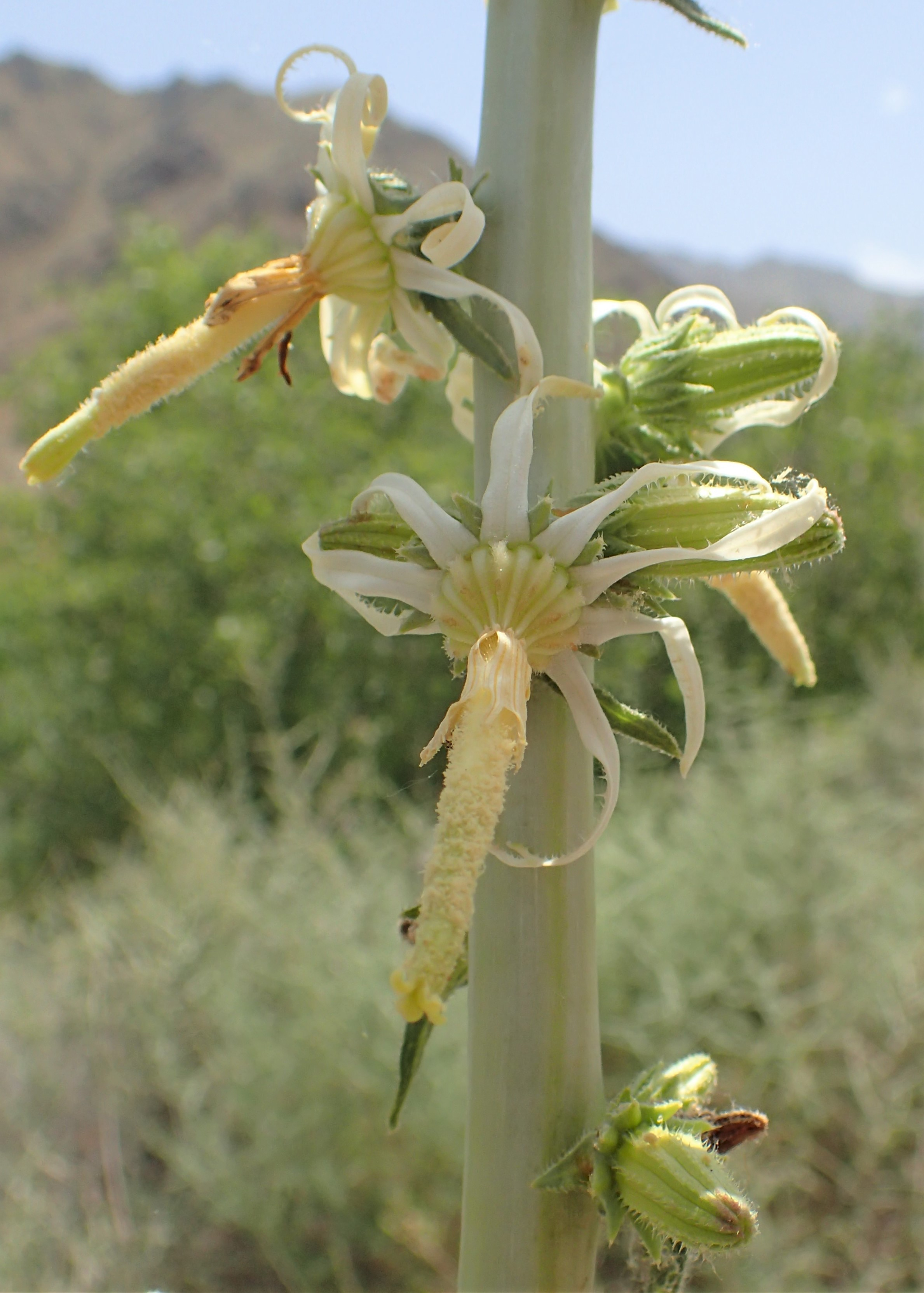
Michauxia laevigata

PokrójRośliny dwuletnie i krótkowieczne byliny o wysokich kłosokształtnych kwiatostanach. Łodygi prosto wzniesione lub podnoszące się, dęte.
LiścieOdziomkowe skupione w rozetę przyziemną i łodygowe, pierzasto, nieregularnie klapowane i ząbkowane.
KwiatyOkazałe, krótkoszypułkowe lub siedzące, zebrane w wysokie grona i wiechy na szczytach pędów. Działek kielicha zwykle jest 8–10, między nimi znajdują się wywinięte przydatki. Korona także składa się zwykle z 8–10 płatków, zrośniętych tylko u nasady, poza tym długich, równowąskich i zwykle wywiniętych, barwy białej lub jasnoróżowej. Pręcików jest 8–10 o pylnikach trzy razy dłuższych od nitek rozszerzających się u nasady. Zalążnia dolna, 8–10-komorowa, z długą, owłosioną szyjką słupka i nitkowatymi znamionami.
OwoceZwisające torebki otwierające się od nasady 8–10 klapkami. Zawierają liczne, drobne nasiona.

## Systematyka
Pozycja systematyczna
Rodzaj z rodziny dzwonkowatych Campanulaceae klasyfikowany w jej obrębie do podrodziny Campanuloideae.
Wykaz gatunków
- Michauxia campanuloides L'Hér.
- Michauxia koeieana Rech.f.
- Michauxia laevigata Vent.
- Michauxia nuda A.DC.
- Michauxia stenophylla Boiss. & Hausskn.
- Michauxia tchihatcheffii Fisch. & C.A.Mey.
- Michauxia thyrsoidea Boiss. & Heldr.